# Adam Simac
Pour les articles homonymes, voir Simac.
Adam Simac est un joueur canadien de volley-ball né le 9 août 1983 à Ottawa, Ontario. Il joue au poste de central.

## Palmarès

### Clubs
MEVZA:
- 2011
- 2012

Coupe de Slovénie:
- 2011, 2012

Championnat de Slovénie::
- 2011, 2012

Championnat de Turquie:
- 2013

Championnat de Suisse:
- 2014

### Équipe nationale
Coupe Panaméricaine:
- 2009
- 2011

Championnat d'Amérique du Nord:
- 2015
- 2013
- 2011

Jeux Panaméricains:
- 2015

### Distinctions individuelles
- 2009: Meilleur contreur Coupe Panaméricaine